# Michele Godino
Michele Godino (ur. 11 stycznia 1992 w Chioggii) – włoski snowboardzista specjalizujący się w snowcrossie.
Po raz pierwszy na arenie międzynarodowej pojawił się 12 stycznia 2008 roku w Sand in Taufers, zajmując 36. miejsce w zawodach Pucharu Europy w gigancie. W 2012 roku zajął jedenaste miejsce w snowcrossie podczas mistrzostw świata juniorów w Sierra Nevada. W Pucharze Świata zadebiutował 14 marca 2012 roku w Valmalenco, zajmując 58. miejsce w snowcrossie. Pierwszy raz na podium stanął 4 lutego 2018 roku w Feldbergu, kończąc rywalizację w snowcrossie na drugiej pozycji. W zawodach tych rozdzielił Francuza Pierre'a Vaultiera i Niemca Paula Berga. W 2018 roku wystąpił na igrzyskach olimpijskich w Pjongczangu, gdzie zajął 23. miejsce w swej koronnej konkurencji.

## Osiągnięcia

### Igrzyska olimpijskie
| Miejsce | Dzień     | Rok  | Miejscowość | Konkurencja | Zwycięzca       |
| ------- | --------- | ---- | ----------- | ----------- | --------------- |
| 23.     | 15 lutego | 2018 | Pjongczang  | Snowcross   | Pierre Vaultier |

### Mistrzostwa świata
| Miejsce | Dzień     | Rok  | Miejscowość | Konkurencja         | Zwycięzca         |
| ------- | --------- | ---- | ----------- | ------------------- | ----------------- |
| 23.     | 1 lutego  | 2019 | Solitude    | Snowcross           | Mick Dierdorff    |
| 12.     | 3 lutego  | 2019 | Solitude    | Snowcross drużynowy | Stany Zjednoczone |
| 29.     | 11 lutego | 2021 | Idre Fjäll  | Snowcross           | Lucas Eguibar     |

### Puchar Świata

#### Miejsca w klasyfikacji generalnej snowcrossu
- sezon 2011/2012: 74.
- sezon 2012/2013: 37.
- sezon 2013/2014: 19.
- sezon 2014/2015: 27.
- sezon 2015/2016: 46.
- sezon 2016/2017: 24.
- sezon 2017/2018: 19.

#### Miejsca na podium
1. Feldberg – 4 lutego 2018 (snowcross) - 2. miejsce